# Parasiccia fasciata
Parasiccia fasciata là một loài bướm đêm thuộc phân họ Arctiinae, họ Erebidae.